# Тастунген
Тастунген (нім. Tastungen) — громада в Німеччині, розташована в землі Тюрингія. Входить до складу району Айхсфельд. Складова частина об'єднання громад Лінденберг/Айхсфельд.
Площа — 3,60 км2. Населення становить 258 ос. (станом на 31 грудня 2021).

## Галерея

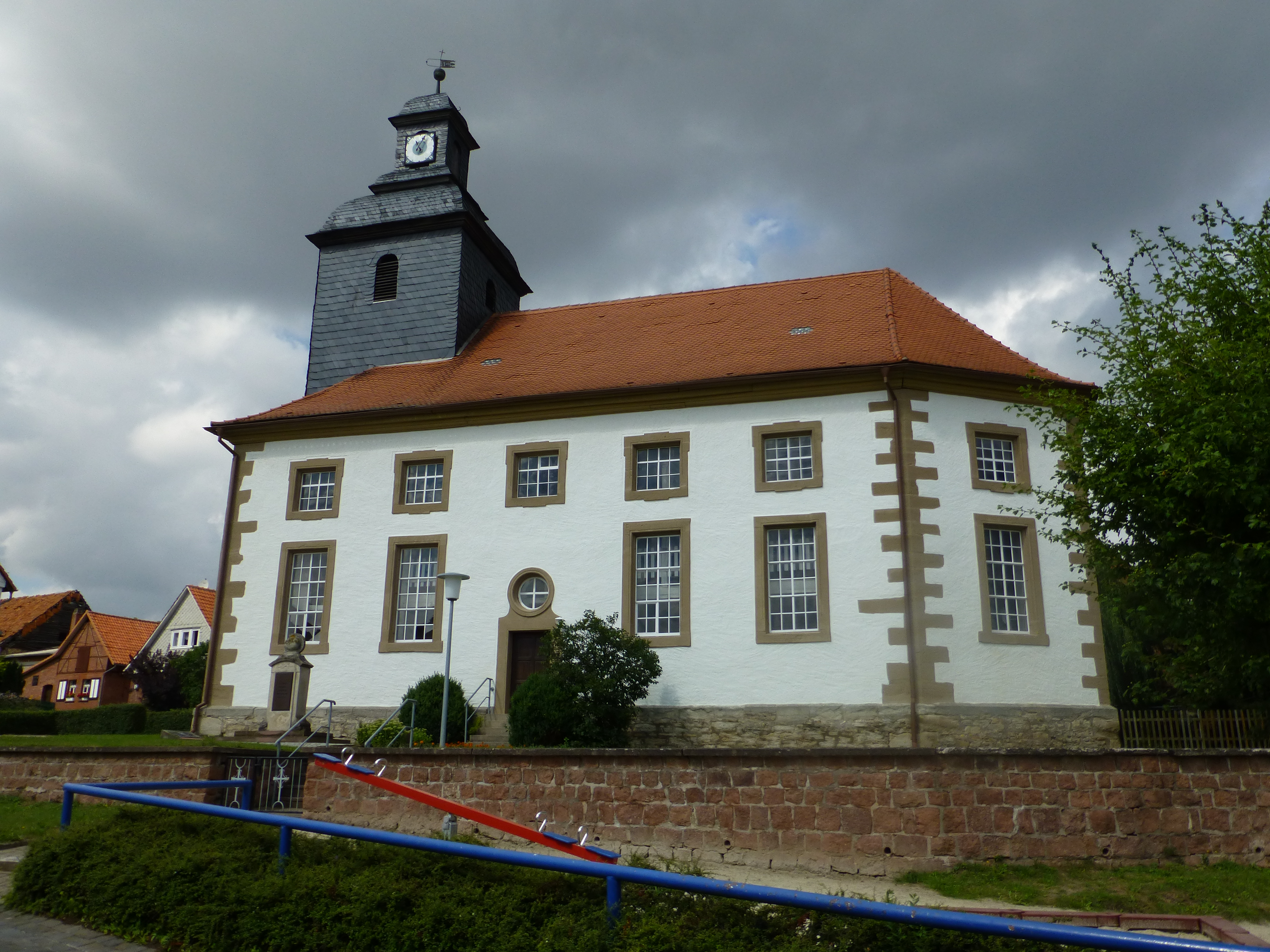